# Oostenrijkse parlementsverkiezingen 1971
De negende verkiezingen van de Nationalrat, het parlement van Oostenrijk, vonden op 10 oktober 1971 plaats. Het ging om vervroegde verkiezingen, uitgeschreven door premier Bruno Kreisky, die zich gesterkt wist door het succes van de socialistische kandidaat Franz Jonas bij de presidentsverkiezingen van 25 april 1971.

## Hervorming van de kieswet
Het waren de eerste verkiezingen na de door de SPÖ (regeringspartij) en de FPÖ (gedoogpartij) besloten hervorming van de kieswet. Door de hervorming van de kieswet werden kleinere en middelgrote partijen bevoordeeld. Daarnaast werd het zetelaantal van de Nationale Raad uitgebreid van 165 naar 183 zetels.
| Voornaamste partijen die deelnamen aan de verkiezingen | Voornaamste partijen die deelnamen aan de verkiezingen | Voornaamste partijen die deelnamen aan de verkiezingen |
| Partijnaam                                             | Afkorting                                              | Ideologische richting                                  |
| ------------------------------------------------------ | ------------------------------------------------------ | ------------------------------------------------------ |
| Österreichische Volkspartei                            | ÖVP                                                    | christendemocratie, liberaal conservatisme             |
| Sozialistische Partei Österreichs                      | SPÖ                                                    | sociaaldemocratie, democratisch socialisme             |
| Kommunistische Partei Österreichs                      | KPÖ                                                    | marxisme-leninisme, communisme                         |
| Freiheitliche Partei Österreichs                       | FPÖ                                                    | liberaal conservatisme, nationaal liberalisme          |

## Thema's
Belangrijkste thema's in de kiescampagnes waren de recent doorgevoerde legerhervorming met de verkorting van de dienstplicht, de stijging van de consumptieprijzen en de nationalisering van bedrijven.

## Uitslag
De verkiezingen bezorgden de Sozialistische Partei Österreichs (SPÖ) een absolute meerderheid waarna er direct een einde kwam aan de gedoogcontructie met de rechts-populistische Freiheitliche Partei Österreichs (FPÖ). Deze laatste partij profiteerde enorm van de hervorming van de kieswet omdat de partij met een vergelijkbaar percentage als bij de vorige parlementsverkiezingen van een jaar eerder van 6 naar 10 zetels ging.
De christendemocratische Österreichische Volkspartei (ÖVP) wist zich nauwelijks te herstellen ten opzichte van 1970. De Kommunistische Partei Österreichs (KPÖ) wist als kleine partij geen voordeel te trekken uit de hervorming van de kieswet en bleef evenals de afgelopen verkiezingen het geval was buiten het parlement.
| Partijen         | Partijen                                | Stemmen   | Percentage | Zetels | Verschil |
| ---------------- | --------------------------------------- | --------- | ---------- | ------ | -------- |
|                  | Sozialistische Partei Österreichs (SPÖ) | 2.280.168 | 50,04%     | 93     | 12       |
|                  | Österreichische Volkspartei (ÖVP)       | 1.964.713 | 32,12%     | 80     | 2        |
|                  | Freiheitliche Partei Österreichs (FPÖ)  | 248.473   | 5,45%      | 10     | 4        |
|                  | Kommunistische Partei Österreichs (KPÖ) | 61.762    | 1,36%      | 0      | 0        |
|                  | Offensiv links                          | 1.874     | 0,04%      | —      | —        |
|                  | Ongeldige stemmen/ blanco stemmen       | 50.626    | —          | —      | —        |
| (opkomst 91,78%) | (opkomst 91,78%)                        | 4.607.616 | 100%       | 183    | 18       |

## Coalitievorming
Omdat de sociaaldemocraten een absolute meerderheid hadden behaald kon bondskanselier Bruno Kreisky eenvoudig en in korte tijd zijn tweede kabinet samenstellen. Op 4 november 1971 werd de regering beëdigd.

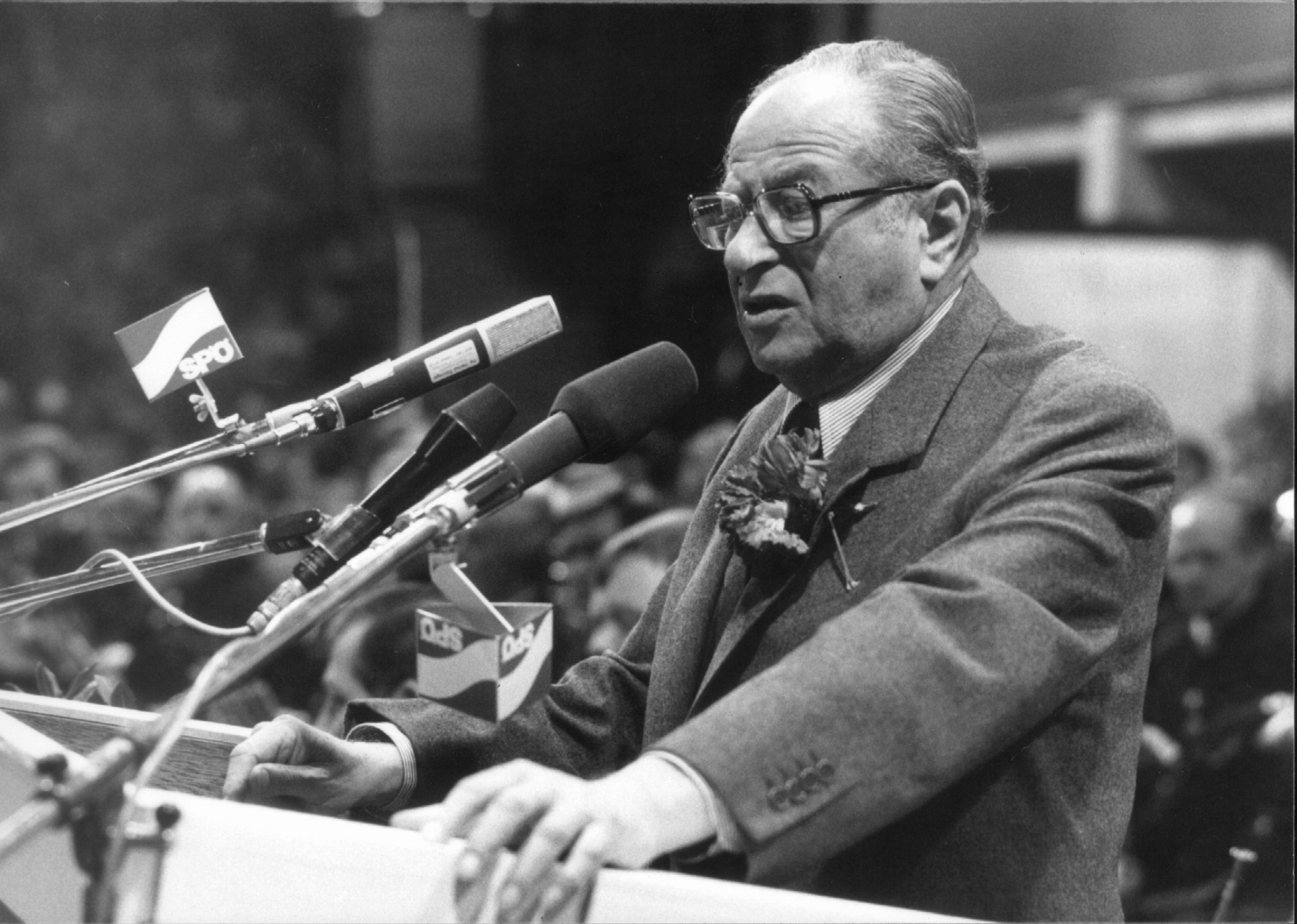
Bondskanselier Bruno Kreisky (SPÖ)